# Nova Laranjeiras
Nova Laranjeiras é um município brasileiro do estado do Paraná. Sua população estimada em 2008 era de 11.598 habitantes. Segundo o Censo de 2010 do IBGE, estima-se em 11.241 habitantes.